# Marie Myriam

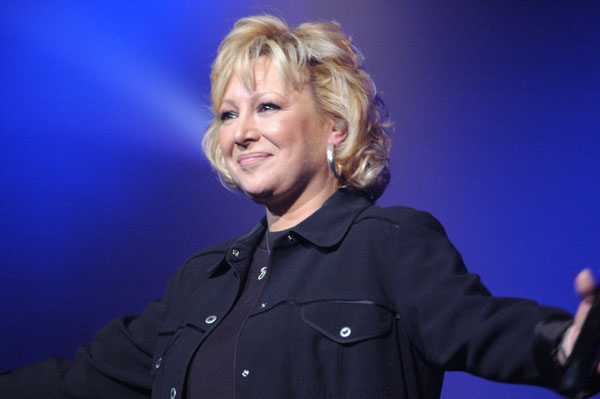
Marie Myriam (2007)

Marie Myriam (bürgerlicher Name: Myriam Lopes) (* 8. Mai 1957 in Luluabourg (Kananga), Belgisch-Kongo) ist eine französische Sängerin portugiesischer Abstammung.

## Karriere
Den größten Erfolg ihrer Karriere feierte sie 1977 mit dem Gewinn des Eurovision Song Contest. Beim Wettbewerb, der am 7. Mai 1977 im britischen Wembley ausgetragen wurde, setzte sie sich überraschend mit ihrem als Außenseiter gehandelten Chanson L’oiseau et l’enfant (deutsch: ‚Der Vogel und das Kind‘) (Komposition: Jean-Paul Cara, Text: Joe Gracy) knapp gegen die Lokalfavoriten Lynsey de Paul & Mike Moran durch.
Myriam hat in ihrer Karriere zahlreiche Alben veröffentlicht. Als letzte französische Siegerin wurde sie seit 1997 fast jedes Jahr eingeladen, während der Übertragung des Song Contests die Ergebnisse der französischen Jury zu übermitteln.
2007 erschien ihr Album Encore mit Titeln der 1980er Jahre, Neuversionen älterer Stücke, aber auch ganz neuen Liedern. 2008 folgte das Weihnachtsalbum Tous les anges chantent.
Sie war ein Jurymitglied beim französischen Vorentscheid für den Eurovision Song Contest 2021 Eurovision France, c’est vous qui décidez. 

## Diskografie (Auswahl)

### Alben
| Jahr | Titel              | Höchstplatzierung, Gesamtwochen, AuszeichnungChartplatzierungen (Jahr, Titel, Platzierungen, Wochen, Auszeichnungen, Anmerkungen) | Höchstplatzierung, Gesamtwochen, AuszeichnungChartplatzierungen (Jahr, Titel, Platzierungen, Wochen, Auszeichnungen, Anmerkungen) | Anmerkungen |
| Jahr | Titel              | FR | BEW | Anmerkungen |
| ---- | ------------------ | --- | --- | ----------- |
| 2017 | 40 ans de carrière | FR172 (2 Wo.)FR | BEW84 (8 Wo.)BEW |             |

Weitere Alben
- 1977: L’oiseau et l’enfant
- 1987: En plein cœur

### Singles
| Jahr | Titel Album                           | Höchstplatzierung, Gesamtwochen, AuszeichnungChartplatzierungen (Jahr, Titel, Album, Platzierungen, Wochen, Auszeichnungen, Anmerkungen) | Höchstplatzierung, Gesamtwochen, AuszeichnungChartplatzierungen (Jahr, Titel, Album, Platzierungen, Wochen, Auszeichnungen, Anmerkungen) | Höchstplatzierung, Gesamtwochen, AuszeichnungChartplatzierungen (Jahr, Titel, Album, Platzierungen, Wochen, Auszeichnungen, Anmerkungen) | Höchstplatzierung, Gesamtwochen, AuszeichnungChartplatzierungen (Jahr, Titel, Album, Platzierungen, Wochen, Auszeichnungen, Anmerkungen) | Höchstplatzierung, Gesamtwochen, AuszeichnungChartplatzierungen (Jahr, Titel, Album, Platzierungen, Wochen, Auszeichnungen, Anmerkungen) | Anmerkungen |
| Jahr | Titel Album                           | FR | DE | AT | CH | UK | Anmerkungen |
| ---- | ------------------------------------- | --- | --- | --- | --- | --- | ----------- |
| 1977 | L’oiseau et l’enfant                  | — | DE19 (9 Wo.)DE | AT15 (4 Wo.)AT | CH2 (9 Wo.)CH | UK42 (4 Wo.)UK |             |
| 1987 | Tout est pardonné En plein cœur       | FR6 (18 Wo.)FR | — | — | — | — |             |
| 1988 | Dis-moi les silences En plein cœur    | FR43 (8 Wo.)FR | — | — | — | — |             |
| 2002 | L’oiseau et l’enfant (Version 2002) – | FR71 (4 Wo.)FR | — | — | — | — |             |

grau schraffiert: keine Chartdaten aus diesem Jahr verfügbar